# Murchison-Medaille

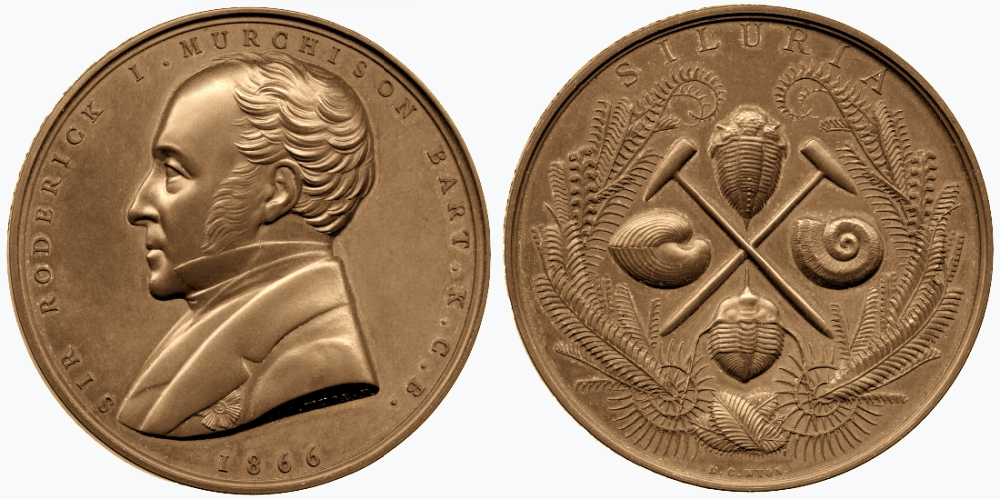
Murchison-Medaille

Die Murchison-Medaille ist eine Auszeichnung, die seit 1873 von der Geological Society of London an Wissenschaftler für besondere Leistungen im Bereich der Geologie verliehen wird. Sie wurde 1871 von Roderick Murchison gestiftet.
Sie sollte nicht mit dem Murchison Award verwechselt werden, den die Royal Geographical Society verleiht.

## Träger
- 1873: William Davies
- 1874: John Jeremiah Bigsby
- 1875: William Jory Henwood
- 1876: Alfred Richard Cecil Selwyn
- 1877: William Branwhite Clarke
- 1878: Hanns Bruno Geinitz
- 1879: Frederick McCoy
- 1880: Robert Etheridge
- 1881: Archibald Geikie
- 1882: Jules Gosselet
- 1883: Heinrich Göppert
- 1884: Henry Woodward
- 1885: Ferdinand von Roemer
- 1886: William Whitaker
- 1887: Peter Bellinger Brodie
- 1888: John Strong Newberry
- 1889: James Geikie
- 1890: Edward Hull
- 1891: Waldemar Christofer Brøgger
- 1892: Alexander Henry Green
- 1893: Osmond Fisher
- 1894: William Talbot Aveline
- 1895: Gustaf Lindström
- 1896: Thomas Mellard Reade
- 1897: Horace Bolingbroke Woodward
- 1898: Thomas Francis Jamieson
- 1899: Benjamin Neeve Peach
- 1899: John Horne
- 1900: Adolf Erik Nordenskiöld
- 1901: Alfred John Jukes-Browne
- 1902: Frederic William Harmer
- 1903: Charles Callaway
- 1904: George Alexander Louis Lebour
- 1905: Edward John Dunn
- 1906: Charles Thomas Clough
- 1907: Alfred Harker
- 1908: Albert Charles Seward
- 1909: Grenville Arthur James Cole
- 1910: Arthur Philemon Coleman
- 1911: Richard Hill Tiddeman
- 1912: Louis Dollo
- 1913: George Barrow
- 1914: William Augustus Edmond Ussher
- 1915: William Whitehead Watts
- 1916: Robert Kidston
- 1917: George Frederic Matthew
- 1918: Joseph Burr Tyrrell
- 1919: Gertrude Lilian Elles
- 1920: Ethel Mary Reader Shakespear
- 1921: Edgar Sterling Cobbold
- 1922: John William Evans
- 1923: John Joly
- 1924: Walcot Gibson
- 1925: Herbert Henry Thomas
- 1926: William Savage Boulton
- 1927: George Thurland Prior
- 1928: Jakob Johannes Sederholm
- 1929: Charles Alfred Matley
- 1930: Arthur Lewis Hallam
- 1931: George Walter Tyrrell
- 1932: William George Fearnsides
- 1933: Alexander Du Toit
- 1934: George Hickling
- 1935: Edward Battersby Bailey
- 1936: Ernest Edward Leslie Dixon
- 1937: Leonard James Spencer
- 1938: Henry Howe Bemrose
- 1939: Harold Jeffreys
- 1940: Arthur Holmes
- 1941: Murray MacGregor
- 1942: Henry Hurd Swinnerton
- 1943: Alfred Brammall
- 1944: Vincent Charles Illing
- 1945: Walter Campbell Smith
- 1946: Leonard Hawkes
- 1947: Percy Evans
- 1948: James Phemister
- 1949: Ernest Masson Anderson
- 1950: Tom Eastwood
- 1951: William Bernard Robinson King
- 1952: William James Pugh
- 1953: Frank Dixey
- 1954: Kenneth Arthur Davies
- 1955: Cyril James Stubblefield
- 1956: Frederick Murray Trotter
- 1957: Henry George Dines
- 1958: Robert George Spencer Hudson
- 1959: Sydney Ewart Hollingworth
- 1960: Archibald Gordon MacGregor
- 1961: Wilfrid Edwards
- 1962: Errol Ivor White
- 1963: Norman Leslie Falcon
- 1964: George Hoole Mitchell
- 1965: Walter Frederick Whittard
- 1966: Kingsley Charles Dunham
- 1967: Thomas Stanley Westoll
- 1968: Gilbert Wilson
- 1969: Percy Edward Kent
- 1970: Robert Millner Shackleton
- 1971: Basil Charles King
- 1972: Stephen Robert Nockolds
- 1973: Alwyn Williams
- 1974: William Alexander Deer
- 1975: John Sutton
- 1976: Robert Andrew Howie
- 1977: Martin Harold Phillips Bott
- 1978: Stephen Moorbath
- 1979: Wallace Spencer Pitcher
- 1980: Joseph Victor Smith
- 1981: George Malcolm Brown
- 1982: Derek Flinn
- 1983: Michael John O’Hara
- 1984: James Christopher Briden
- 1985: Brian Frederick Windley
- 1986: Keith Gordon Cox
- 1987: Charles David Curtis
- 1988: Ian Gass
- 1989: Anthony Seymour Laughton
- 1990: Johnson Robin Cann
- 1991: Michael Robert House
- 1992: Ian William Drummond Dalziel
- 1993: Anthony Brian Watts
- 1994: Jörn Thiede
- 1995: Ian Stuart Edward Carmichael
- 1996: Robert Arbuckle Berner
- 1997: Bernard John Wood
- 1998: Stephen Sparks
- 1999: David Gubbins
- 2000: David Headley Green
- 2001: Juan Watterson
- 2002: David Price
- 2003: Alexander Norman Halliday
- 2004: Philip England
- 2005: Christopher Scholz
- 2006: Brian Kennett
- 2007: Herbert Huppert
- 2008: Michael P. Searle
- 2009: David Kohlstedt
- 2010: Randall Parrish
- 2011: E. Bruce Watson
- 2012: Frank Spear
- 2013: Peter Kokelaar
- 2014: Julian Pearce
- 2015: Geoffrey Wadge
- 2016: Jon Blundy
- 2017: Tim Elliot
- 2018: Janne Blichert-Toft
- 2019: Marian Holness
- 2020: Katharine Cashman
- 2021: Graham Pearson
- 2022: Michael Bickle
- 2023: Mathilde Cannat
- 2024: David Pyle
- 2025: Jenny Collier[1]